# Bell UH-1 Iroquois
L'UH-1 Iroquois (conegut amb el sobrenom "Huey") és un helicòpter militar utilitari monotor amb hèlice de dos pales. Fou dissenyat i fabricat per Bell Helicopter.
L'UH-1 va ser el primer helicòpter dissenyat als Estats Units d'Amèrica propulsat per turbina que va entrar en producció. La seva designació oficial original era HU-1 de la qual derivà el seu sobrenom Huey, que es va mantenir tot i el canvi de designació a UH-1 l'any 1962.

## Desenvolupament

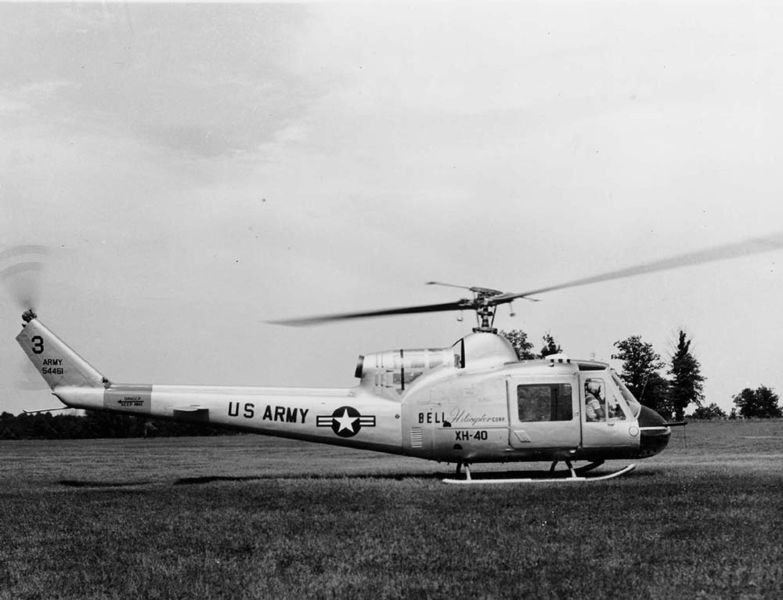
Bell XH-40, un dels prototips de l'UH-1

L'any 1952 l'exèrcit dels Estats Units va identificar la necessitat per a un nou model d'helicòpter per a les missions d'evacuació mèdica, entrenament i transport. Els models existents eren massa grans, amb poca potència i amb un manteniment complex. El novembre de 1953 es van fer públics els requisits pel nou helicòpter i va començar el concurs públic. Vint companyies diferents van proposar dissenys, incloent Bell Helicopter amb el seu Model 204 i Kaman Aircraft amb una versió propulsada per turbina de gas del Kaman HH-43 Huskie. El 23 de febrer de 1955 l'Exèrcit dels Estats Units va fer pública la selecció del model de Bell, contractant la producció de tres prototips amb la designació XH-40 per a la seva avaluació.

## Variant overview

### Variants militars dels Estats Units d'Amèrica

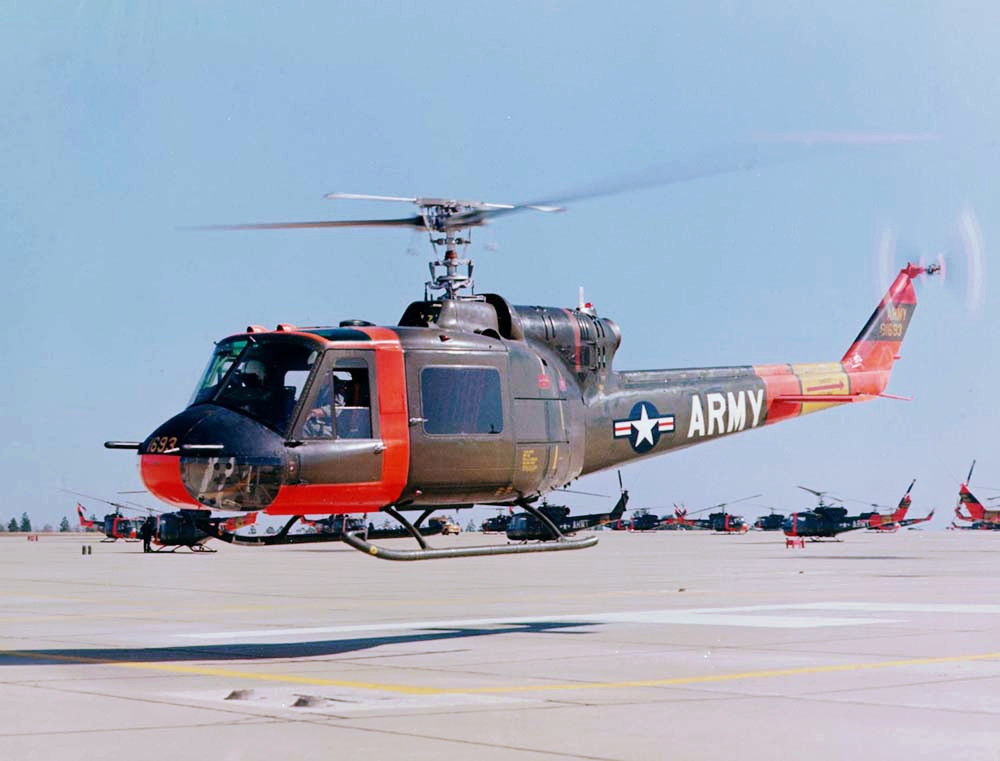
UH-1A Iroquois en vol

- XH-40: 3 prototips inicials basats en el Bell 204. Propulsats amb el turboeix Lycoming XT-53-L-1 de 700 cv de potència.[4]
- YH-40: 6 prototips d'avaluació amb una cabina ampliada en 30 cm i altres modificacions.
- HU-1A: Versió inicial produïda basada en el Bell 204, es va canviar el nom del model a UH-1A l'any 1962.[4] En total es van produir 182 helicòpters d'aquesta versió.[5]
- HU-1B: Versió millorada de l'HU-1A, amb diversos canvis externs i millores a l'hèlix. Redesignats UH-1B el 1962.[4] En total es van produir 1.014 helicòpters d'aquesta versió, a més de 4 prototips.[5]
- UH-1C: L'UH-1B modificat per com a helicòpter artillat (equipat amb coets, metralladores i llançagranades) no tenia potència suficient per igualar la velocitat dels Hueys de transport de tropes. Per això es va desenvolupar la variant específica artillada UH-1C amb un motor millorat i modificacions al sistema del cap i ales de l'hèlix.[4] En total es van construir 767 helicòpters d'aquesta versió.[5]
- UH-1D: Model inicial de producció amb el fuselatge allargat (basat en el Bell 205) emprat en el transport de tropes.[4] En total 2.008 exemplars produïts, molts d'ells convertits posteriorment a la versió millorada UH-1H.[5]
- UH-1H: Millora del model UH-1D amb un motor més potent Lycoming T53-L-13 amb 1.400 cv de potència.[4] En total es van produir 5.435 helicòpters d'aquesta versió.[5]

Nota: Les designacions de models G, J, Q, R, S, T, W i Z es van reservar pels helicòpters artillats de la família AH-1 Cobra. L'Exèrcit dels Estats Units tampoc empra les lletres I (India) o O (Oscar) per designar aeronaus per evitar la confusió amb els número 1 i 0 respectivament.

## Especificacions (UH-1D)
Característiques generals
- Tripulació: 2 pilots i fins a 2 artillers
- Capacitat: 1.760 kg incloent 14 soldats, 6 lliteres o càrrega equivalent
- Longitud: 17,40 m (comptant el rotor)
- Diàmetre del rotor: 2,62 m (fuselatge)
- Alçada: 4,39 m
- Pes buit: 2.365 kg
- Pes carregat: 4.100 kg
- Pes màxim d'enlairament: 4.309 kg

 Rendiment 
- Velocitat màxima: 217 km/h (117 nusos)
- Velocitat de creuer: 201 km/h (109 nusos)
- Abast: 274 mn, 507 km
- Sostre de servei: 19.390 peus (5.910 m)
- Ràtio d'ascens: 8,92 m/s